# Ádám Fekete
Ádám Fekete (16 de mayo de 1994) es un deportista húngaro que compite en piragüismo en la modalidad de aguas tranquilas.
Ganó tres medallas en el Campeonato Mundial de Piragüismo entre los años 2017 y 2021, y una medalla de bronce en el Campeonato Europeo de Piragüismo de 2017.

## Palmarés internacional
| Campeonato Mundial | Campeonato Mundial       | Campeonato Mundial | Campeonato Mundial |
| Año                | Lugar                    | Medalla            | Competición        |
| ------------------ | ------------------------ | ------------------ | ------------------ |
| 2017               | Račice (República Checa) | Medalla de bronce  | C2 200 m           |
| 2019               | Szeged (Hungría)         | Medalla de plata   | C2 500 m           |
| 2021               | Copenhague (Dinamarca)   | Medalla de plata   | C2 500 m           |
| Campeonato Europeo |                          |                    |                    |
| Año                | Lugar                    | Medalla            | Competición        |
| 2017               | Plovdiv (Bulgaria)       | Medalla de bronce  | C2 200 m           |